# Letto chiuso

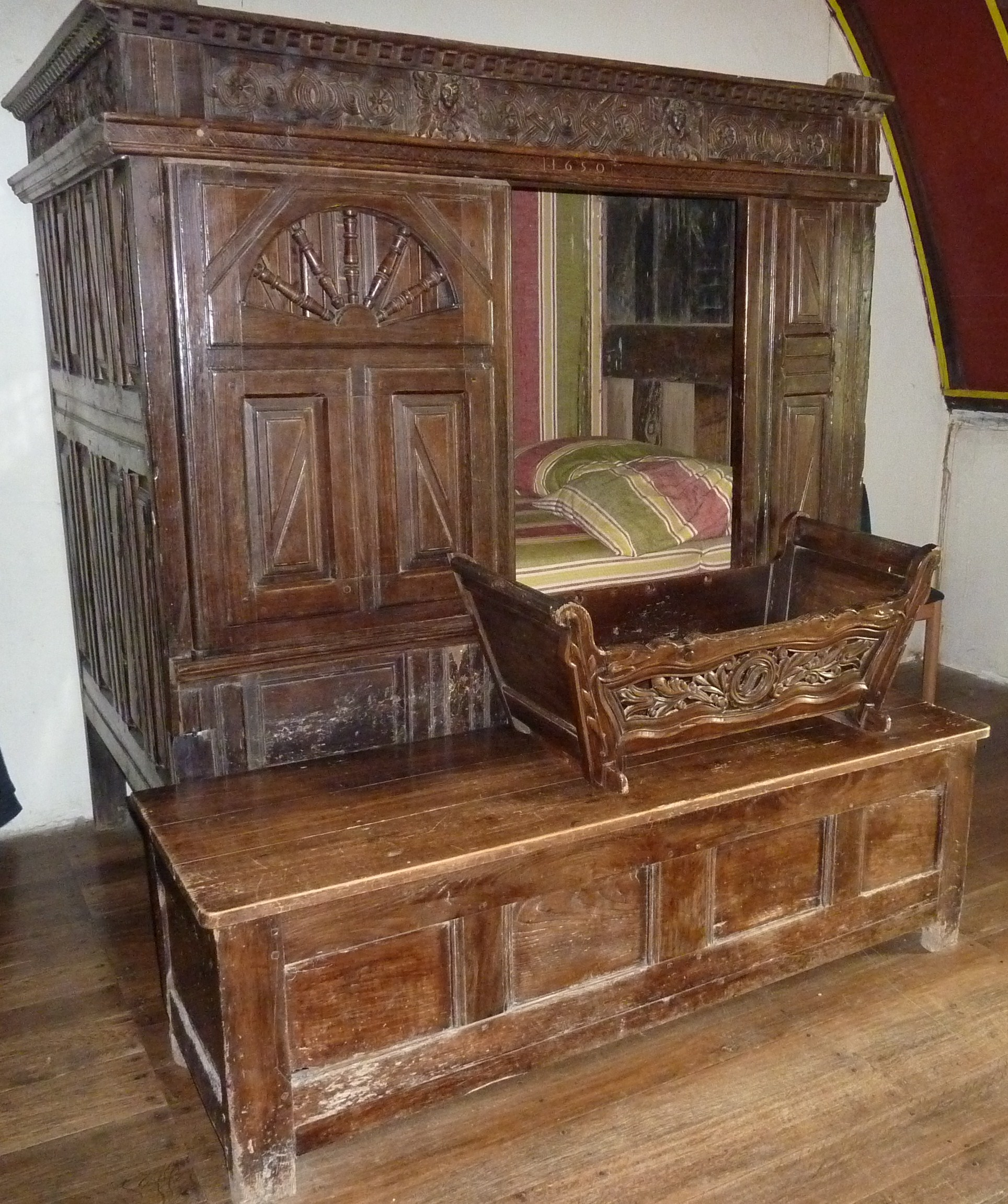
Un letto chiuso con una culla posta sulla cassapanca annessa.

Il letto chiuso è un particolare tipo di letto racchiuso in un mobile a forma di armadio, dotato in genere di ante scorrevoli, traforate e non, e di solito rialzato, ragion per cui spesso di fronte all'entrata del letto è presente una panca o una semplice scaletta.

## Panoramica
Il letto chiuso era un pezzo di arredamento diffuso dalla fine del Medioevo alla fine del XIX secolo soprattutto nell'Europa settentrionale e nordoccidentale. Utilizzato per diversi scopi, tra cui spiccano la facilità con cui si poteva scaldare un ambiente chiuso e più piccolo di un'intera stanza, e il risparmio di spazio, dato che lo stesso letto faceva le veci di una camera da letto garantendo un minimo d'intimità a chi dormiva, il letto chiuso era sempre rialzato da terra, così da essere protetto dall'umidità del pavimento, e ad esso si accedeva attraverso una porta a battente o un'anta scorrevole che poteva essere dotata di fori.
Secondo alcune fonti, nel caso delle case di campagna più isolate della Bretagna, il letto chiuso era spesso utilizzato dai genitori per difendere i bambini dagli attacchi delle bestie selvatiche, come i lupi, che in alcune leggende bretoni si narra entrassero nelle case e rapissero i bambini nelle culle, ma anche animali domestici, come maiali e galline.
Nel caso in cui il letto fosse chiuso su tutti i lati tranne uno, con l'accesso chiuso solo da una tenda, si parla invece di "letto semichiuso".

## Diffusione

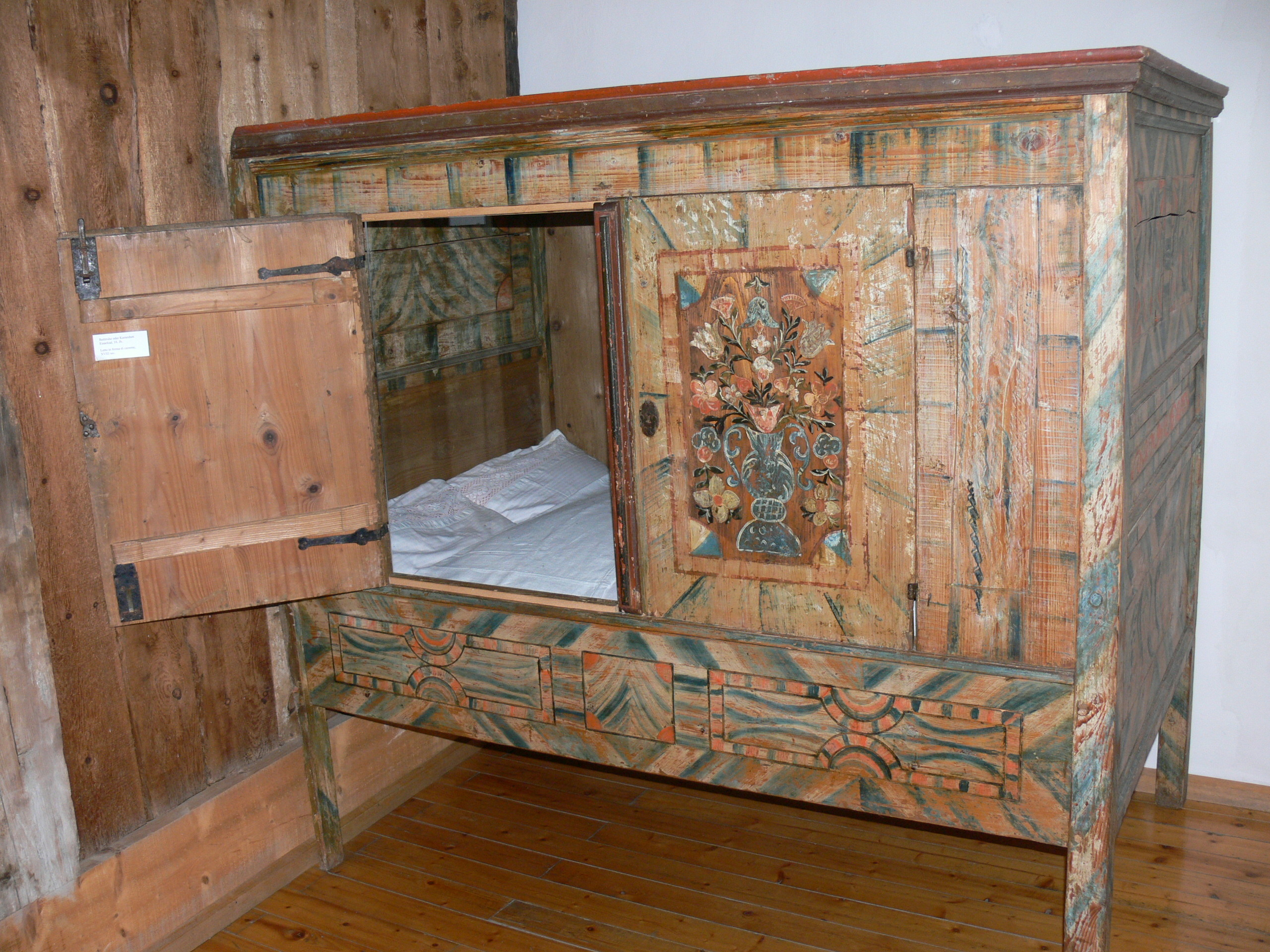
Un letto chiuso austriaco.

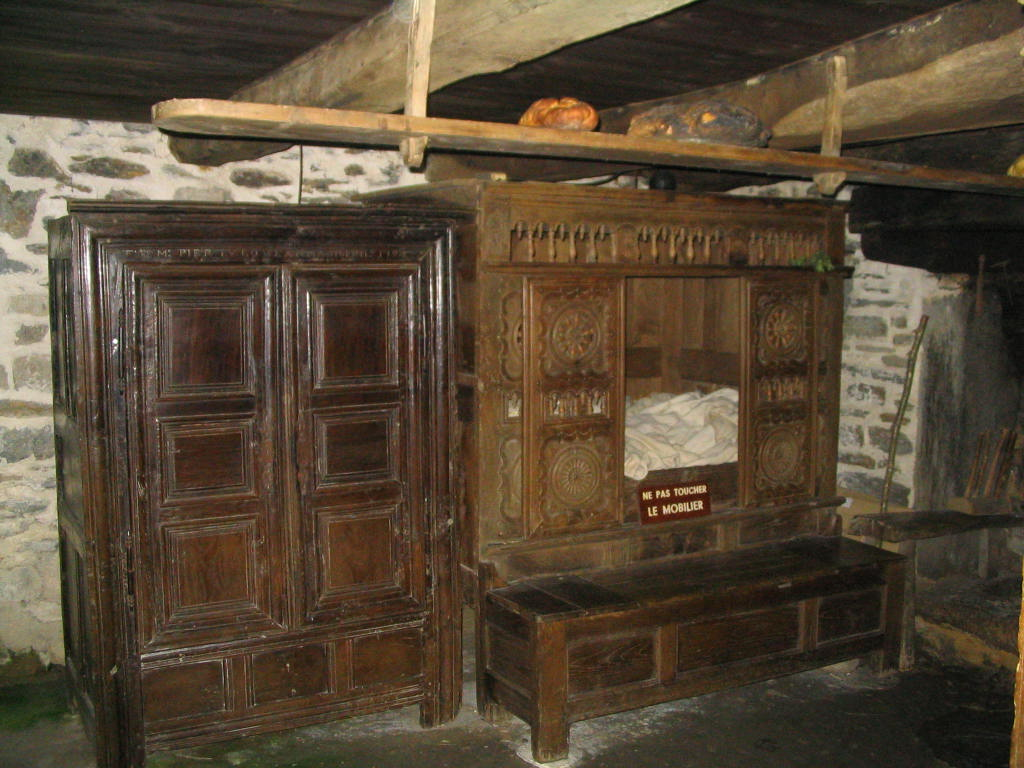
Un letto chiuso esposto nel comune di Saint-Rivoal, all'interno del dipartimento bretone di Finistère. La decorazione è composta, tra le altra cose, da piccole arcate forate poste a metà dell'altezza delle ante scorrevoli che consentono l'aerazione del letto.

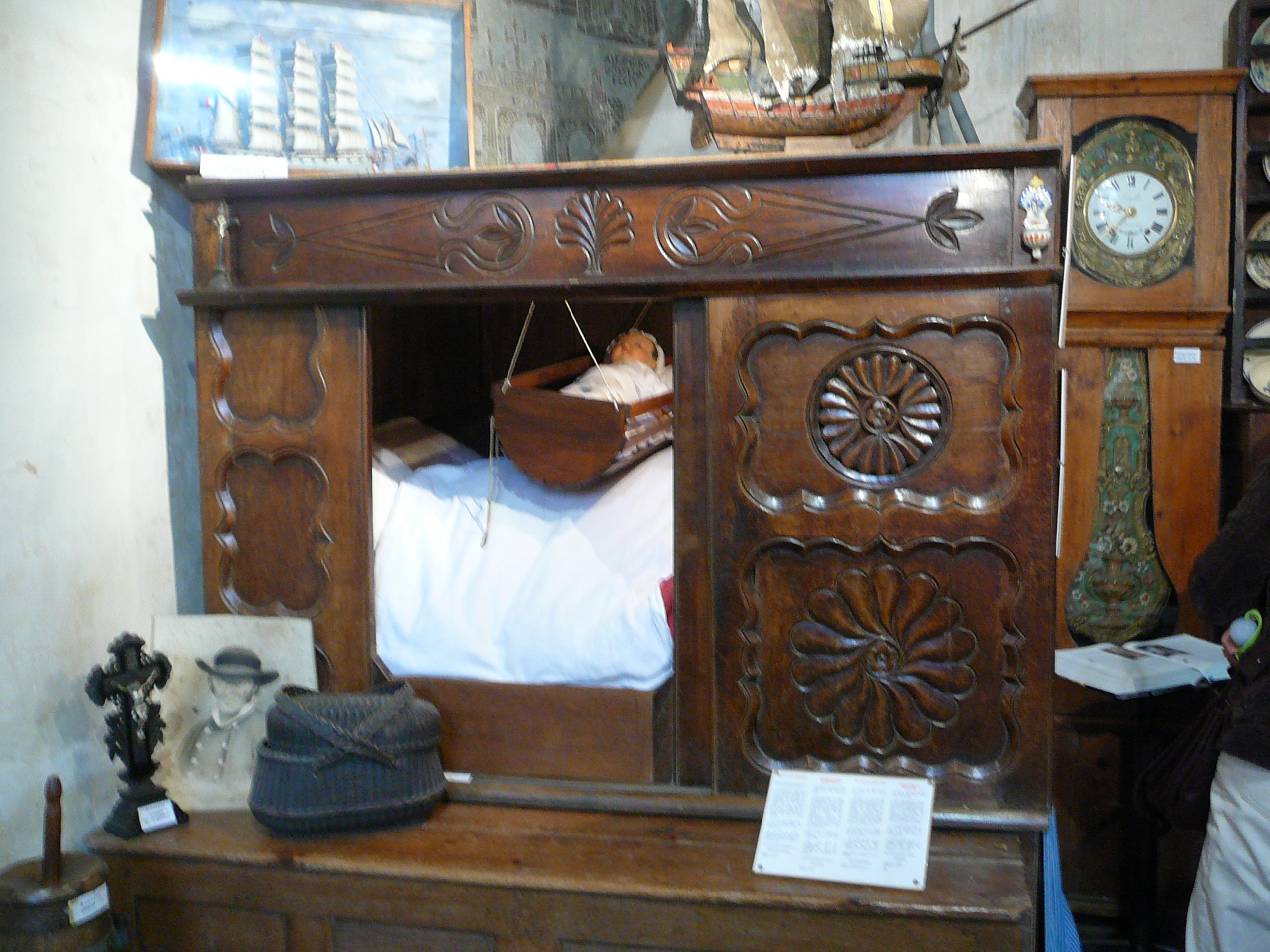
Un letto chiuso dotato di culla, così da mantenere il bambino sotto la supervisione dei genitori.

Come detto, il letto chiuso trovò maggior utilizzo in quelle regioni europee in cui le temperature invernali erano particolarmente rigide. Si trovano così esempi di letti chiusi all'Austria alla Scandinavia, passando per Germania, Paesi Bassi, Francia, Regno Unito e altri paesi ancora; di fatto, esso era considerato il mobile principale delle case rurali, ragion per cui spesso i proprietari si curavano di farlo intarsiare e decorare, con motivi talvolta ricercati e perfino di pregio, tanto da utilizzare come fonte di ispirazione opere di Palladio, Scammozzi o del Vignola.
Oggi il letto chiuso viene spesso ma erroneamente considerato di origine bretone; ciò è dovuto al fatto che, benché fosse diffuso in tutta la campagna settentrionale francese, esso venne ritratto in molte cartoline realizzate come adattamenti di opere del cantautore bretone Théodore Botrel e note come Autour des lits clos, diventando a tutti gli effetti un oggetto emblematico della Bretagna, dov'è in effetti particolarmente diffuso, soprattutto nella parte più occidentale della regione, e dov'è chiamato gwele-kloz o gwole-cloz.
I primi esempi di questi letti, lunghi tra 1,60 e 1,70 metri - dimensioni più che sufficienti se si pensa che le persone dormivano quasi sedute, appoggiate a tre o quattro cuscini, considerando la posizione sdraiata come la posizione dei morti - già diffusi in Irlanda a partire dal XVI secolo, dove erano però più comuni nella versione chiusa all'interno di cassepanche, apparvero nelle campagne francesi nel XVII secolo in case rurali appartenenti a persone benestanti, dove coabitavano più generazioni della stessa famiglia assieme al personale di servizio, per poi diffondersi nel XVIII secolo con l'aumento delle famiglie contadine che si potevano permettere un certo tenore di vita.

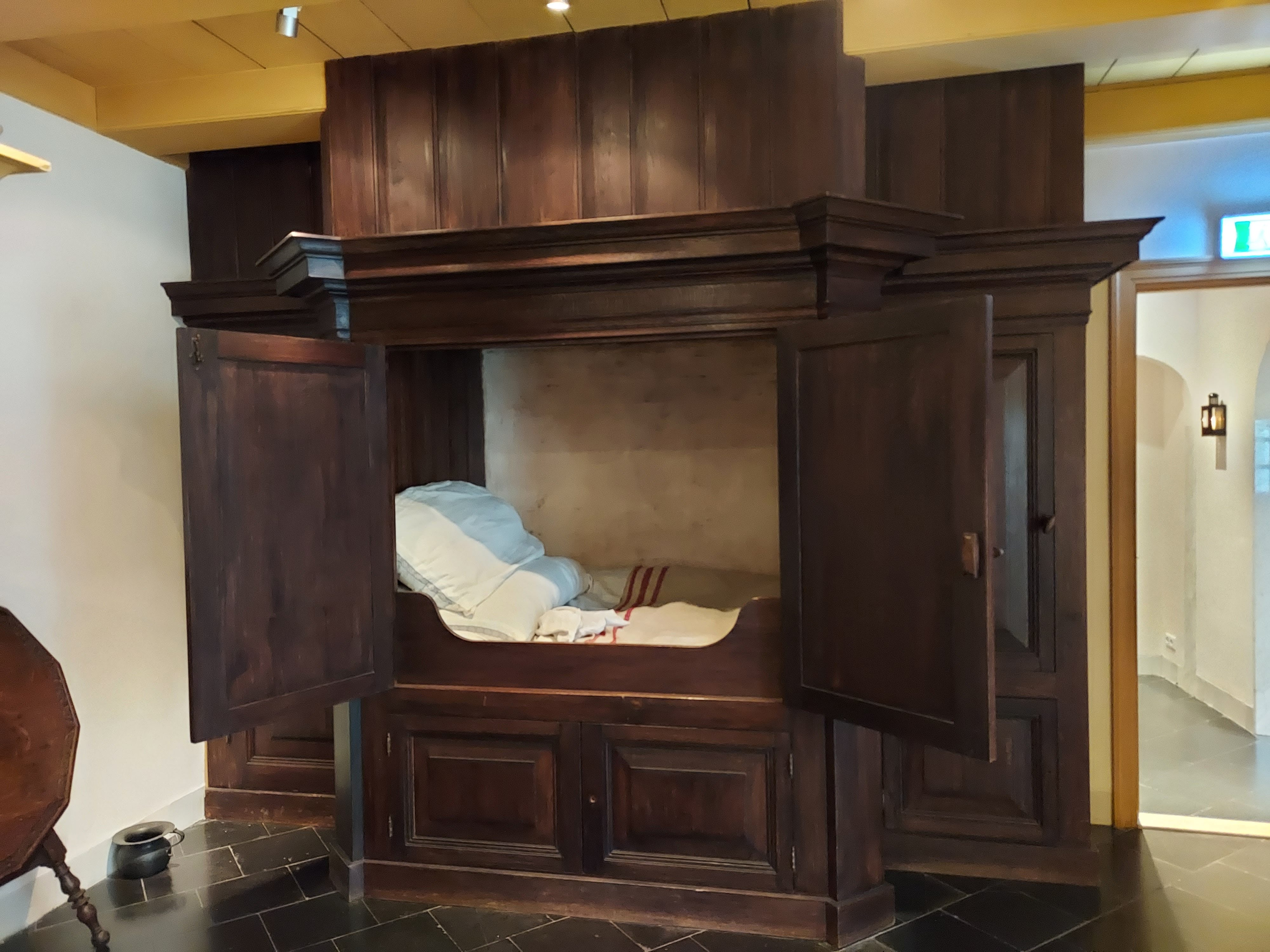
Il letto chiuso di Rembrandt conservato alla Rembrandthuis.

È noto che i letti chiusi arrivarono anche a New York nel XVII secolo, quando la città, ancora chiamata Nuova Amsterdam, era abitata da coloni olandesi, che nella realizzazione delle loro abitazioni importarono il modello del letto chiuso, che al tempo era molto diffuso nelle campagne dei Paesi Bassi, dov'era chiamato bedstede, come testimoniato anche dal letto chiuso di Rembrandt oggi in mostra alla Rembrandthuis.
Tra il XIX e il XX secolo, questo tipo di letto fu via via abbandonato per questioni sia di gusto che igieniche, poiché al suo utilizzo si opponevano alcune teorie igieniche, come la dottrina miasmatico-umorale, che spiegava l'origine delle malattie infettive attraverso la diffusione nell'aria dei cosiddetti miasmi e delle particelle velenose da essi provenienti. A partire dalla fine del XIX secolo, in alcuni Stati le autorità iniziarono a prendere misure contro la diffusione dei letti chiusi, tanto che nel 1926, nello stato tedesco Oldenburgo, venivano offerti 100 reichsmark per ogni letto chiuso smantellato.
Stessa sorte fu quella subita dai letti chiusi in Gran Bretagna, dove erano chiamati box-bed, infatti, secondo un rapporto della Royal Commission on Housing in Scotland del 1918, tali letti, comuni nella Scozia del XVIII e XIX secolo, e meno diffusi in Galles e nell'Inghilterra settentrionale, erano pressoché spariti nelle città scozzesi, pur sopravvivendo, anche se in numero ridotto, nelle regioni settentrionali, in particolare negli arcipelaghi delle Orcadi e delle Shetland.
Così, sebbene sia noto che una parte della popolazione abbia continuato ad utilizzare letti chiusi fino agli anni 1930 in Norvegia e agli anni 1970 in Bretagna, la maggior parte di questi mobili fu trasformata in librerie, vetrine, confessionali ed anche mobili TV, con alcuni esempi di particolare pregio che furono collocati nei musei, come accaduto in Francia.
Una testimonianza della diffusione di questi letti ci viene anche dalle loro rappresentazioni in quadri di diversi autori francesi e nordeuropei.

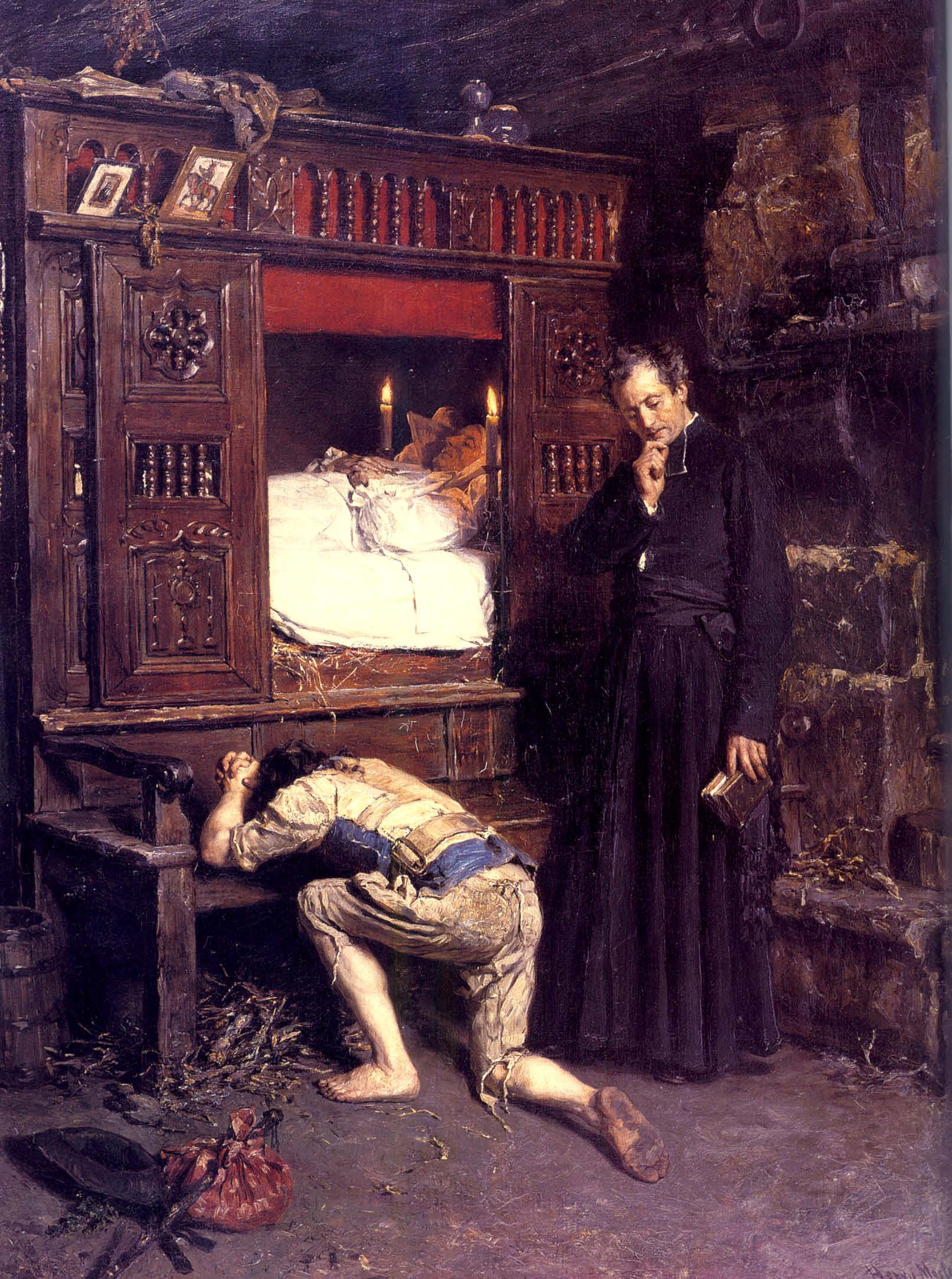
Il ritorno del figliol prodigo, Henry Mosler, 1879
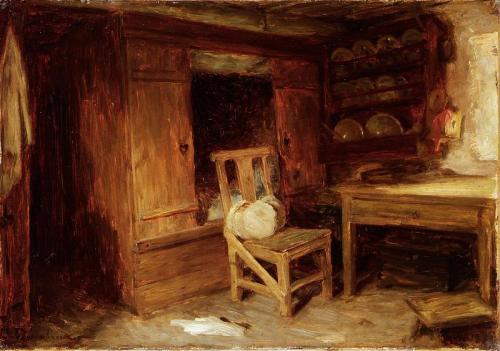
Un interno scozzese - Il letto chiuso, Joseph Farquharson, ca. 1874